# (11166) Anatolefrance
(11166) Anatolefrance (1998 DF34) – planetoida z pasa głównego asteroid okrążająca Słońce w ciągu 3,62 lat w średniej odległości 2,36 j.a. Odkryta 27 lutego 1998 roku.